# Санни Лэйн
Санни Лэйн (англ. Sunny Lane, настоящее имя Холли Ходжес (англ. Holly Hodges); род. 2 марта 1980 года, Джорджия, США) — американская модель и порноактриса.

## Биография
Родители Лэйн, Шелби и Майк, работали в сфере авиаперевозок. В юности она была перспективной фигуристкой на роликах и льду, а позже работала инструктором, преподавая йогу и пилатес. Перегрузки на тренировках привели к бурситу, что обеспечить себя материально она начала танцевать стриптиз. Ей удалось получить премию «Танцовщица года дежавю» в первый же год занятий танцами (2004). Затем Лэйн была приглашена на церемонию вручения наград AVN Awards в 2005 году изданием Serenity, где на вечеринке после шоу, организованной Шоном Майклсом, она встретила агента из Playboy. В том же году она начала сниматься в фильмах для взрослых.
Менеджеры порнозвезды Санни Лэйн — её собственные родители.

## Премии и номинации
- 2005 — NightMoves Award — New Starlet (Editor’s Choice)[3]
- 2006 — AEBN VOD Award Award — Best Newcomer[4]
- 2006 — F.O.X.E. Award — Vixen[5]
- 2006 — NightMoves Award — Miss Congeniality Award[6]
- 2007 — Adam Film World Guide Award — Actress Of The Year — Sex Pix[7]
- 2007 — Adultcon Award — Best actress for an intercourse performance — Slut Puppies 2[8]
- 2008 — AVN Award — Best POV Sex Scene — Goo Girls 26[9]
- 2008 — NightMoves Award — Best Feature Dancer (Fan’s Choice)[10]
- 2009 — AVN Award — Best Anal Sex Scene — Big Wet Asses 13 (with Manuel Ferrara)[11]
- 2014 — XRCO Award — Best Cumback[12]
- 2014 — включена в Зал славы NightMoves[13]